# Добийся успіху знову
«Добийся успіху знову» (англ. Bring It on Again) — американська спортивна комедія про змагання університетських груп підтримки.

## Сюжет
Уїттьєр (Енн Джадсон-Ягер) починає навчання в Державному Коледжі Каліфорнії і сподівається стати учасницею місцевої команди дівчат-уболівальниць, яка є національним чемпіоном, що діє, в цьому своєрідному виді спорту. Разом зі своєю новою подружкою Монікою вона подає заявку на участь в команді і отримує позитивну відповідь. Більш того, Уїттьєр стає головним кандидатом на заміну нинішнього капітана команди Тіни (Брі Тернер), який погоджується з цією пропозицією і бере дівчину під свою опіку, навіть незважаючи на незадоволеність своєї подруги, Марні (Джоі Ленц), яка сама мітила на її місце. Тим часом Уїттьєр знайомиться з місцевим діджеєм Дереком (Річард Лі Джексон), який допомагає їй знайти популярність серед однолітків, і закохується в нього.